# 네덜란드 상원
네덜란드 상원(네덜란드어: Eerste Kamer der Staten-Generaal)은 네덜란드의 입법부인 네덜란드 의회의 상원에 해당하는 의회이다.